# Lessac
Lessac – miejscowość i gmina we Francji, w regionie Nowa Akwitania, w departamencie Charente.
Według danych na rok 1990 gminę zamieszkiwało 586 osób, a gęstość zaludnienia wynosiła 17 osób/km² (wśród 1467 gmin regionu Poitou-Charentes Lessac plasuje się na 500. miejscu pod względem liczby ludności, natomiast pod względem powierzchni na miejscu 117.).